# Hugo III. von Le Puiset
Hugo III. von Le Puiset (französisch: Hugues du Puiset; * um 1091; † nach 1128) war ein Herr von Le Puiset und Vizegraf von Chartres. Er war der Sohn von Evrard III. und der Alice von Corbeil.
Als sein Vater 1099 auf dem Ersten Kreuzzug starb, war Hugo III. noch minderjährig. Daher stand er unter der Vormundschaft seines Onkels Hugo II., bis dieser 1106 selbst nach Palästina zog.

Das Wappen der Herren von Le Puiset

Nachdem er die Herrschaft übernommen hatte, beteiligte sich Hugo III. ab 1108 an einer langjährigen Rebellion von Burgherren der Île-de-France gegen König Ludwig VI. von Frankreich. Dabei war er vor allem auf die Gewinnung der Grafschaft Corbeil motiviert, auf die er zwar einen Anspruch besaß, die aber der König der Krondomäne einverleiben wollte. Im Verlauf dieser Rebellion zerstörte der König 1111 die Burg von Le Puiset, nahm Hugo gefangen und sperrte ihn in Château-Landon ein. Nachdem er 1112 auf Corbeil seinen Verzicht geleistet hatte, wurde Hugo freigelassen; allerdings schloss er sich umgehend wieder den Rebellen an. Er baute Le Puiset wieder auf und verteidigte sie 1118 gegen die Truppen des Königs, dessen Seneschall Anseau de Garlande dabei getötet wurde.
Letztlich aber musste Hugo den Kampf aufgeben. Sein letztes in Frankreich ausgestelltes Dokument stammt aus dem Jahr 1128, indem er seine Absicht bekundete in das heilige Land zu ziehen, wo er Verwandte in Jaffa hatte. Sein Sterbejahr ist unbekannt. Häufig wird das Jahr 1132 genannt, indem ein Huges du Puiset im Kampf gegen die Muslime getötet worden sei. Allerdings kann hierbei eine Verwechslung mit dem Tod seines Vetters Hugo II. von Jaffa entstanden sein, der um denselben Zeitraum starb.

## Ehe und Nachkommen
Er war spätestens seit 1104 mit Agnes von Blois († vor 1129) verheiratet, einer Tochter des Grafen Stephan II. von Blois. Mit ihr hatte er zwei Söhne:
- Érard IV., Herr von Le Puiset, Vizegraf von Chartres
- Burkhard († 1186), Archidiakon von Orléans ab 1128 und Kanzler des Bischofs von Chartres ab 1176
- Hugh de Puiset († 3. März 1195), 1153 Bischof von Durham

Siehe auch: Haus Le Puiset